# CASA-1000
CASA-1000 (Abk. f.: Central Asia-South Asia power project) ist ein Infrastrukturprojekt, das vor allem den Bau einer Hochspannungsleitung zwischen den zentralasiatischen Staaten Kirgisistan und Tadschikistan und den südasiatischen Staaten Afghanistan und Pakistan anstrebt. Die Gesamtkosten belaufen sich auf circa 1 Milliarde US-$.

## Planungsgeschichte
Die konkreten Planungen für das Projekt begannen im Jahr 2013. Im September trafen sich Minister aus den beteiligten Staaten Tadschikistan, Kirgisistan, Afghanistan und Pakistan zu einer zweitägigen Konferenz im pakistanischen Islamabad. Dort wurde über die Finanzierung, soziale Aspekte und die Umweltverträglichkeit des Projektes diskutiert. Im September 2013 hatten die Vereinigten Staaten zugesagt, das Projekt mit 15 Millionen US-$ zu unterstützen. Russland sicherte im Dezember 2013 500 Millionen US-$ zu. Auch die Weltbank und die islamische Entwicklungsbank unterstützen das Projekt. Am 12. Mai 2016 fand nahe Duschanbe der feierliche erste Spatenstich für das Projekt statt. Anwesend waren der tadschikische Präsident Emomalij Rahmon, der afghanische Regierungschef Abdullah Abdullah, der damalige kirgisische Premierminister Sooronbay Jeenbekove und der damalige pakistanische Premierminister Nawaz Sharif. Im September 2018 wurde ein Konsortium aus dem Schweizer Konzern ABB und dem spanischen Unternehmen Cobra Instalaciones y Servicios SA beauftragt, zwei Umspannwerke für das Projekt zu errichten. Die Arbeiten dafür sollen zu Beginn des Jahres 2019 beginnen. Das gesamte Projekt soll bis Ende 2020[veraltet] fertiggestellt werden.

### Position Usbekistans
Unter dem ehemaligen Präsidenten Islom Karimov stand Usbekistan dem Projekt CASA-1000 feindlich gegenüber. Die usbekische Regierung teilte mit, dass sie auf Grund der Verbindung zwischen dem Projekt und dem Rogun-Staudamm in Tadschikistan, der unter anderem den exportierten Strom produzieren soll, CASA-1000 ablehnt. Usbekistan befürchtet durch den Bau des Staudamms eine schlechtere Wasserversorgung. Der neue usbekische Präsident Schawkat Mirsijojew leitete eine Kehrtwende in der usbekische Position ein und sagte seine Unterstützung zu. Außerdem bot er an, die bereits bestehende Leitung zwischen dem usbekischen Surchan und Pol-e Chomri in Afghanistan in das Projekt zu integrieren.

## Ziele
Hauptziel des Projekts ist die Verbesserung der Versorgungssicherheit in den beteiligten Ländern Zentral- und Südasiens. So ist die Stromversorgung in Zentralasien vor allem im Winter instabil, im Sommer produzieren die Wasserkraftwerke der Region aber mehr Strom als gebraucht wird. Durch eine beidseitig nutzbare Hochspannungsleitung nach Südasien sollen diese Angebotsschwankungen geglättet werden. In Afghanistan und Pakistan ist die Stromversorgung ebenfalls unsicher, sodass der Import von Strom aus Zentralasien auch hier die Versorgungssicherheit erhöhen könnte. Die Haupttrasse verläuft von Datka in der kirgisischen Provinz Dschalal-Abad über Chudschand im Norden Tadschikistans nach Duschanbe und weiter über ein Umspannwerk im tadschikischen Sangtuda über Kunduz und Kabul nach Peshawar in Pakistan.